# Tiossulfato

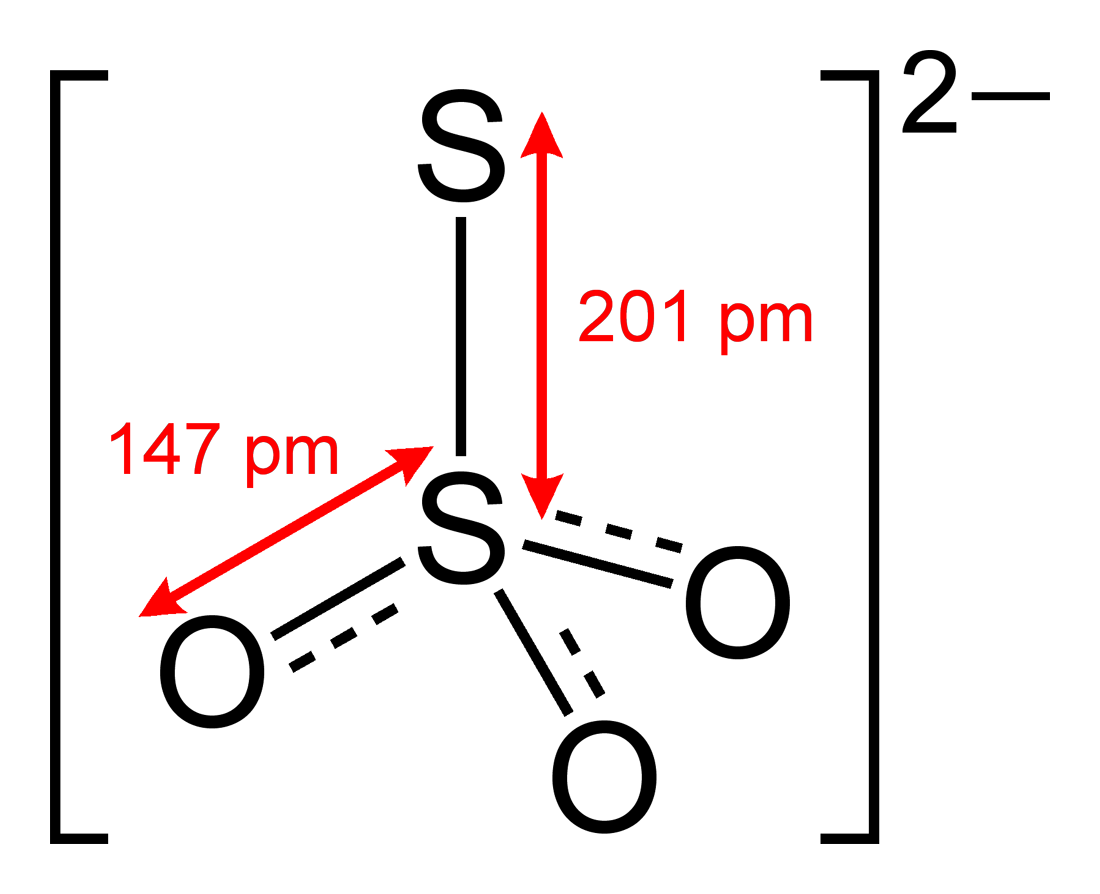
Estrutura do anião tiossulfato

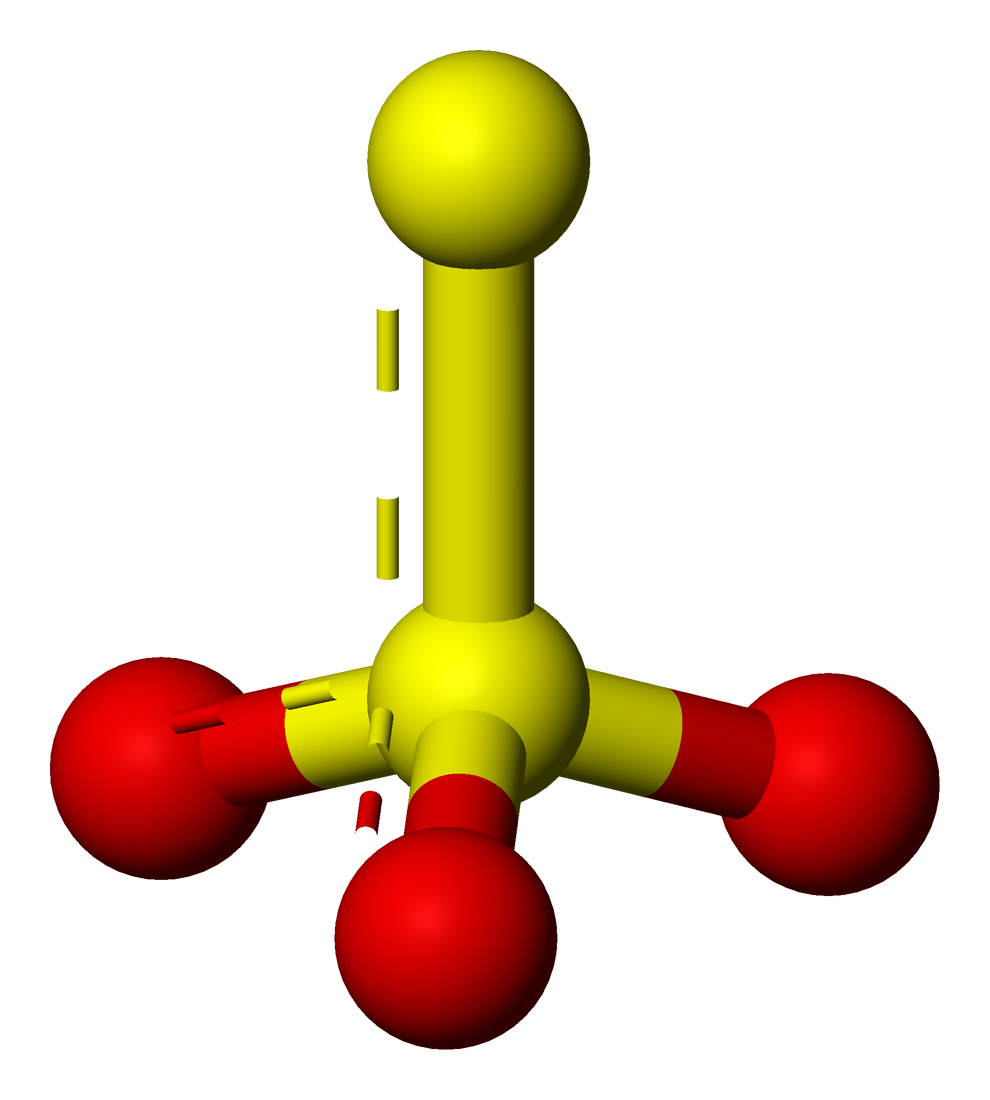

O tiossulfato (S2O32−) é um oxianião de enxofre produzido pela reacção de iões sulfito com o elemento enxofre, em água a ferver. O prefixo tio- indica que o íon tiossulfato é um íon sulfato com um oxigênio sendo substituído por um enxofre.

## Ocorrência natural
Ocorre naturalmente em fontes termais e em géiseres, logo, em solução aquosa, e é produzido por certos processos bioquímicos. Algumas bactérias metabolizam tiossulfatos.
A ocorrência natural do grupo tiossulfato é praticamente restita ao mineral muito raro sidpietersita, Pb4(S2O3)O2(OH)2, assim como a presença do ânion no mineral bazhenovita foi recentemente contestada.

## Aplicações
Provoca a descloração imediata da água e é notável pelo seu uso para parar o branqueamento na indústria de fabrico de papel. Tiossulfato é também útil na fusão de minério de prata, em produzir produtos derivados de couro e na fixação de corantes em têxteis. O tiossulfato de sódio era largamente utilizado para a fixação de negativos fotográficos (a preto e branco) a seguir ao estádio de revelação.
Estes sais são também popularmente e erroneamente chamados de "hipossulfito", de onde surgia pelo uso em fotografia o termo "hipo dos fotógrafos". Os modernos processos de revelação fotográfica, mais rápidos, usam o tiossulfato de amônio porque este atua três a quatro vezes mais rápido.

## Propriedades químicas
Os tiossulfatos são estáveis apenas em soluções neutras ou alcalinas, mas não em soluções ácidas, devido à decomposição em sulfito e enxofre, e o sulfito sendo degradado e, dióxido de enxofre:
S2O32−(aq) + 2H+(aq) → SO2(g) + S(s) + H2O
Esta reacção é normalmente utilizada para gerar uma suspensão aquosa temporária, usada para demonstrar a refracção da luz, em física.
Os tiossulfatos reagem diferentemente com os halogénios, facto que pode ser atribuído à diminuição do poder de oxidação do grupo halogeno:
2S2O32−(aq) + I2(aq) → S4O62−(aq) + 2I−(aq)
S2O32−(aq) + 4Br2(aq) + 5H2O(l) → 2SO42−(aq) + 8Br−(aq) + 10H+(aq)
S2O32−(aq) + 4Cl2(aq) + 5H2O(l) → 2SO42−(aq) + 8Cl−(aq) + 10H+(aq)
Tiossulfato provoca corrosão rápida de metais; aço carbono e aço inoxidável são particularmente sensíveis à corrosão alveolar induzida por tiossulfato. A adição de molibdênio ao aço inoxidável é necessária para melhorar a sua resistência à corrosão (AISI 316L HMO). Tiossulfatos também são muitas vezes produzidos por oxidação incompleta de sulfetos (oxidação da pirita) ou pela redução parcial do sulfato (papel Kraft).